# ネルソン・フレイジャー・ジュニア
ネルソン・フレイジャー・ジュニア（Nelson Frazier, Jr. 、1971年2月14日 - 2014年2月18日）は、アメリカ合衆国のプロレスラー。テネシー州メンフィス出身のアフリカ系アメリカ人。
WWEではメイブル（Mabel）、ヴィセラ（Viscera）、ビッグ・ダディV（Big Daddy V）、全日本プロレスではビッグ・ダディ（Big Daddy）、ビッグ・ダディ・ブードゥー（Big Daddy Voodoo）などのリングネームで活躍した。

## 来歴
1991年、ジェリー・ジャレットとジェリー・ローラーが主宰していた地元メンフィスのUSWAでデビュー。ネルソン・ナイト（Nelson Knight）のリングネームを名乗り、ボビー・ナイトことロバート・ホーンとの黒人タッグチーム、ザ・ハーレム・ナイツ（The Harlem Knights）で活躍、ジェフ・ジャレット&ビッグ・ボスマンやザ・ムーンドッグスなどと抗争を展開した。
1993年よりホーンと共にWWF（現：WWE）と契約。ホーンはモー（Mo）、自身はメイブル（Mabel）と名乗り、ラップ担当のオスカーをマネージャーに加えたヒップホップ系ユニット、メン・オン・ナ・ミッション（Men on a Mission / 略称はメイブル、オスカー、モーの3人のイニシャルでもあるMOM）を結成。リング上でラップを踊るベビーフェイス軍団として子供たちの人気を集め、1994年3月29日にはジャックとピエールのザ・ケベッカーズを破りWWE世界タッグ王座を獲得した。
1995年にモーと共にヒールに転向し、6月25日のキング・オブ・ザ・リング優勝を機にキング・メイブル（King Mabel）と改名。8月27日のサマースラムではディーゼルのWWF世界ヘビー級王座に挑戦するなどトップ・ヒールとして活躍した。
1996年のWWF離脱後はプエルトリコのWWCやMCWなどで活動。WWCではカルロス・コロンを下しユニバーサル・ヘビー級王者となるが、アブドーラ・ザ・ブッチャーに敗れて王座から陥落した。
1999年にWWFと再契約し、ヴィセラ（Viscera）のリングネームでジ・アンダーテイカー率いる暗黒軍団ミニストリー・オブ・ダークネスのメンバーとなる。2000年4月2日にはタズからハードコア王座を奪取するも、リキシ戦での怪我で同月に解雇され、その後はTNAなどを転戦した。
2004年よりWWEに復帰し、同時期に再契約を交わしたギャングレルと共に、9月16日のスマックダウンに登場。当時のWWE王者JBLを攻撃するミニストリー時代の主君、アンダーテイカーを急襲した。しかし、このアングルは長続きせず、ヴィセラはロウに移籍した後ベビーフェイスに転向し、しばらくはミッドカードを中心に戦う。その後、ナイトガウンとパジャマに身を包み、女性を惹きつける「ラブマシーン」ギミックのキャラクターに変身。リング・アナウンサーのリリアン・ガルシアとの恋愛ストーリーが組まれる。最初は嫌がっていたリリアンも、最終的にはリング上でキスを交わすほどの仲にまで発展。しかし、ザ・ゴッドファーザーが連れてきたHoにヴィセラが惚れてしまい、恋愛ストーリーは終結を迎えた。
2006年には、バル・ビーナスとタッグを組み、入場テーマもその容姿とはミスマッチな曲に変更。たまたまチャーリー・ハースが、入場シーンでリリアン・ガルシアにぶつかり怪我を負わせてしまったことにより（この事故自体は偶然の産物である）、過去の恋愛関係を引きずっていたヴィセラが抗争相手に抜擢されたが、2人そろってリリアンに振られる形で抗争を終える。
2007年にECWへ移籍し、ヒールターンしてビッグ・ダディV（Big Daddy V）のリングネームで活動。かつてのワンマン・ギャングやバンバン・ビガロなど、肥満体の重量級選手は見栄えの悪いボディを隠すためにTシャツなどのコスチュームを身に纏ったままで試合をする場合が多く、メイブルやヴィセラも同様だったが、ビッグ・ダディVはその肥大化した上半身を曝け出し、超巨漢ヒールの迫力を醸成。同年12月16日のアルマゲドンではスマックダウン所属のマーク・ヘンリーと「0.5tタッグ」を組み、CMパンク&ケインに勝利、圧倒的な存在感を見せつけた。
2008年2月17日のノー・ウェイ・アウトでは、レッスルマニアでの世界ヘビー級王座挑戦権をかけたエリミネーション・チェンバー・マッチに出場するなど活躍をするものの、ウェイトダウンのための欠場後、復帰をしないまま同年8月にWWEを解雇された。その後はキングV（King V）をリングネームにインディー団体のNWAに参戦、リトル・グイドーやボールズ・マホーニーとユニットを結成した。
2010年、全日本プロレスに来日し、ビッグ・ダディ・ブードゥー（Big Daddy Voodoo）の名でVOODOO-MURDERSに加入。TARUとのタッグで曙&浜亮太からアジアタッグ王座を奪取した。ブードゥー・マーダーズ解散後はビッグ・ダディ（Big Daddy）と改称。同じブードゥー・マーダーズのメンバーであったジョー・ドーリングとタッグチームを結成するなどして活動した。
2014年2月18日、心臓発作のために死去（43歳没）。

## 得意技
ビッグ・スプラッシュ
ランニング式またはセカンドロープからのダイビング式で放つボディ・プレス。
ゲットー・ドロップ
バックフリップと同じ技。
ランニング・エルボー・ドロップ
助走を付けて決めるものを得意とする。
ヴィセラドライバー / SEXドライバー
ネック・ハンギング・ツリーの体勢から、自分の足を開脚して尻餅（シットダウン）を着くように着地し、パワーボムのように相手を落とす。いわゆるボルドー・ボム。
ヴィスアグラ
ラブマシーン・ギミック時代に使用。性行為を連想させるいやらしいモーションと共にうつ伏せの相手に覆いかぶさる。相手にとって凄まじく屈辱的な技。名前はヴィセラのニックネーム「ビッグ・ヴィス」とバイアグラから。
スピニング・ヒールキック
ミニストリー加入時代に多用していた。巨体が故に圧巻の破壊力がある。同じく巨漢であるウマガなどもこれを使用する。

## 獲得タイトル
WWE
- キング・オブ・ザ・リング : 1995年覇者
- WWF世界タッグ王座 : 1回（w / モー）
- WWFハードコア王座 : 1回

USWA
- USWAヘビー級王座 : 1回

WWC
- WWCユニバーサル・ヘビー級王座 : 1回

全日本プロレス
- アジアタッグ王座 : 1回（w / TARU）

その他
- XWFヘビー級王座 : 1回
- PWFタッグ王座 : 2回（w / ボビー・ナイト）

## 入場曲
- Men On A Mission
- The Lyin' King
- Follower
- Advance Of The Zombies
- Another Way Out
- Fuck Me
- Gut Punch
- Calling All Cars

## 逸話
- ラブマシーンのギミック時にWWEから発売されたTシャツには、"XXXL Lover"（恋する巨漢）、"Size matters!"（デカさは重要!）と書かれていた。
- 自身は先述の通りテネシー州メンフィス出身だが、WWEでは一貫してニューヨーク州ハーレム出身とコールされていた。これは最初に入団した時に組んでいたハーレム出身の兄弟タッグという設定だったハーレム・ナイツ時代の名残である。